# Associação Atlética Serviço Gráfico
A Associação Atlética Serviço Gráfico foi um clube de futebol brasileiro, sediado em Brasília, no Distrito Federal.

## História
Por muitos conhecida apenas como Gráfica, a ASSOCIAÇÃO ATLÉTICA SERVIÇO GRÁFICO foi fundada em 18 de abril de 1968, atendendo a uma convocação feita por Wanderley Moreira Mattos, Lenyr Pereira da Silva e Carlos Franco de Sá Santoro. Nesta data, reuniu-se um grande número de empregados do Serviço Gráfico do Senado Federal com o objetivo de fundar uma associação atlética destinada somente aos empregados do citado serviço e também para incentivar os esportes em geral, a recreação social e promover o congraçamento dos seus associados.
Somente no dia 22 de setembro de 1968 aconteceu a Assembléia que escolheu a diretoria do novo clube, que ficou assim composta: Presidente – Lenyr Pereira da Silva; Vice-Presidente – Mauro Gomes de Araújo; Diretor Secretário – Nelson Cleômenis Botelho; Diretor Tesoureiro – Geraldo Coutinho; Diretor Social - Carlos Franco de Sá Santoro; Diretor de Patrimônio – Marinalvo Gomes de Araújo e Diretor de Esportes – Wanderley Moreira Mattos.
Tinha como cores oficiais vermelha, azul e branca, tendo por escudo as iniciais AASG e como símbolo a configuração arquitetônica do Edifício do Congresso Nacional.
O uniforme principal era assim composto: camisa branca com golas e mangas azuis, calção azul e meias azuis.
No escudo constará as inicias AASG e como símbolo a configuração arquitetônica do edifício do Congresso Nacional.
Aproveitando-se do fato de a Federação Desportiva de Brasília promover um supercampeonato brasiliense com 24 clubes em 1969, entre amadores e profissionais, o Serviço Gráfico inscreveu-se no que seria a sua primeira competição oficial no Distrito Federal.
Sua estreia aconteceu em 13 de abril de 1969, no Estádio Pelezão (ainda chamado de Nacional de Brasília), goleando o Unidos de Sobradinho, por 4 x 1.
O Serviço Gráfico integrou o Grupo A (com 11 clubes) e ficou com o terceiro lugar, após essa campanha: 10 jogos, 6 vitórias, 2 empates e 2 derrotas; 21 gols a favor e 10 contra. Totalizou 14 pontos ganhos.
Com isso, conseguiu classificar-se para a Segunda Fase, que reuniu os seis primeiros colocados de cada grupo e, ao seu final, apontaria o campeão de 1969.
Ficou com a sétima colocação, com 12 pontos ganhos, junto com Cultural Mariana e Brasília (de Taguatinga). Nos onze jogos disputados, venceu quatro, empatou outros quatro e perdeu três vezes. Marcou e sofreu 16 gols, ficando com saldo 0.
Mesmo com uma campanha irregular, um de seus jogadores, Eraldo, foi o artilheiro do campeonato, com 11 gols (junto com Paulinho, do CSU).
Defenderam o Serviço Gráfico nesse campeonato os goleiros Gaguinho, Carlyle e José; os defensores Pelé, Mauro, Júlio, Nielson, Garibaldi, Ximenes, Rui, Juarez, Dazinho, Crispim, Moacir, Santiago e Maninho e os atacantes Eustáquio, Laércio, Cesar, Paulinho, Carlos Gomes, Humberto, Walmir, Tião, Miguel, Eraldo, Zezão e Renato.
No campeonato brasiliense de 1970, o Serviço Gráfico venceu o primeiro turno, ficando à frente de outros dez clubes. Nos nove jogos que disputou, venceu 6 e empatou 1. Marcou 15 gols e sofreu 7.
Quando, novamente, passou a Fase Final do campeonato (disputada pelos seis melhores da Primeira Fase), não manteve a mesma performance, ficando com a terceira colocação, atrás de Grêmio e Civilsan. Somou seis pontos, provenientes de três vitórias nos cinco jogos que disputou.
Mais uma vez teve um jogador entre os primeiros colocados na artilharia do campeonato, desta vez Carlos Gomes, que ficou com a segunda colocação, com seis gols marcados, e Cid, em terceiro, com cinco.
Começou o ano de 1971 disputando o Torneio Governador do Distrito Federal, contra outras dez equipes. No final, ficou com o vice-campeonato, com 16 pontos ganhos, um a menos que o campeão Jaguar.
No campeonato brasiliense, novamente ficou com a segunda colocação, atrás do Colombo, e à frente de Ceub, Grêmio e Jaguar.
Seu jogador Walmir marcou seis gols e ficou com a segunda colocação entre os artilheiros do campeonato.
Entre os dias 28 de setembro e 1º de outubro de 1971, o Náutico, de Recife (PE), realizou dois jogos em Brasília. No primeiro, empatou com o Ceub em 1 x 1. No segundo, perdeu para o Serviço Gráfico, por 2 x 1, com dois gols de Walmir contra um de Bita.
Finalmente, em 1972, conquistou o tão perseguido título de campeão brasiliense de futebol.
O campeonato foi disputado por sete equipes. O Serviço Gráfico venceu o 1º turno, sem conhecer derrota nos seis jogos que disputou: três vitórias e três empates.
O segundo turno foi conquistado pelo Ceub, da mesma forma, sem perder nenhum jogo.
Ambos qualificaram-se, então para a decisão do campeonato, em melhor de quatro pontos.
No primeiro jogo, em 2 de dezembro de 1972, o Ceub não deu chances ao Serviço Gráfico, vencendo-o por 3 x 0, gols de Dinarte (2) e Marco Antônio.
Uma semana depois, 9 de dezembro de 1972, o Serviço Gráfico devolveu a goleada, vencendo pelo mesmo placar, com dois gols de Walmir e um de Carlos Gomes.
Mais uma semana e aconteceu o terceiro jogo, quando ocorreu empate em 0 x 0, adiando a decisão.
No dia 21 de dezembro de 1972, no Estádio Pelezão, o Serviço Gráfico venceu o Ceub, por 2 x 1, gols de Jairo Bueno e Arthur para o Serviço Gráfico, e Rogério Macedo, para o Ceub. O árbitro do jogo foi Adélio Nogueira Soares. Agora, restava apenas a comemoração pelo título.
Foi aí que começou um festival de recursos junto à Federação Metropolitana de Futebol.
Após o primeiro jogo da decisão, o Serviço Gráfico entrou com um recurso na FMF solicitando os pontos do jogo, baseando-se no fato de que o atleta Marco Antônio, do Ceub, não tinha condições de jogo. Foi constatado que o jogador tinha vínculo com o Fluminense, de Araguari (MG), o que o impossibilitava de participar do campeonato do DF sem a devida transferência.
O Ceub deu o troco, entrando com um recurso contra a utilização pelo Serviço Gráfico dos jogadores Vavá e Carlos Gomes que, segundo o clube universitário, estariam filiados a Federação Fluminense de Futebol.
A FMF recebeu o Ofício nº 2.336, de 02.03.1973, da CBD, comunicando que aplicou aos atletas Marco Antônio Pereira (inscrito pela Federação Mineira de Futebol), Lourival Ribeiro de Carvalho Filho (Vavá) e Carlos Gomes (inscritos pela Federação Fluminense de Desportos), a penalidade de suspensão de 90 dias para cada um, a partir de 7 de fevereiro de 1973.
O TJD da Federação Desportiva de Brasília anulou as partidas realizadas em 2 e 9 de dezembro de 1972, mantendo, entretanto, os resultados das partidas realizadas em 16 de dezembro e 21 de dezembro.
A situação era: Serviço Gráfico, 3 pontos ganhos e Ceub, 1.
Com toda essa confusão o jogo decisivo do campeonato de 1972 só veio a acontecer em 19 de setembro de 1973, quando a Federação ainda deliberou que somente poderiam participar das partidas os atletas que tinham condições legais até a data da realização dos encontros anteriores.
Naquele dia, Serviço Gráfico e Ceub não movimentaram o placar e o 0 x 0 deu o título de campeão brasiliense ao Serviço Gráfico pela primeira vez.
No jogo decisivo o Serviço Gráfico formou com Sinézio, Eraldo, Juarez, Melinho e Cezinha; César e Axel; Tião, Jairo Bueno, Clemilton (Ximenes) e Arthur. O técnico era Rui Márcio.
Na entrega dos prêmios aos melhores do ano de 1972, Walmir, do Serviço Gráfico, foi considerado o melhor jogador por uma comissão formada por jornalistas esportivos e professores do Departamento de Educação Física, Esportes e Recreação – DEFER. Marcos, também do Serviço Gráfico, foi a Revelação do campeonato.
Já a eleição da equipe de esportes do Correio Braziliense para a escolha dos “Melhores de 1972”, colocou na seleção ideal daquele ano dois jogadores do Serviço Gráfico: o médio-volante Marquinhos e o centro-avante Walmir, que também foi considerado o “Craque do Ano”.
Ao todo, a campanha do Serviço Gráfico para conquistar o título de 1972 foi esta: quinze jogos, cinco vitórias, oito empates e duas derrotas. Assinalou 22 gols e sofreu 10. Total de pontos: 18.
Além do título, o Serviço Gráfico também forneceu o artilheiro do campeonato, Celino, com oito gols.
Defenderam o Serviço Gráfico os goleiros Sinézio, Manoel Carlos e Jairo; os defensores Ximenes, Eraldo, Melinho, Juarez, Vavá, Toinho, Axel, Marquinhos, Cezinha, Paraguai, César e Branco e os atacantes: Carlos Gomes, Tião, Jairo Bueno, Clemilton, Celino, Walmir, Dazinho, Edu, Arthur e Marcos. Técnico: Rui Márcio.
Em 1973, chegou a disputar o 1º turno do campeonato brasiliense, ficando apenas um ponto atrás do Ceub (que seria o campeão daquele ano).
Seu último jogo aconteceu no dia 11 de novembro de 1973, no Estádio Pelezão, empatando em 0 x 0 com o Unidos de Sobradinho.
Antes mesmo de começar o segundo turno, o Serviço Gráfico desistiu do campeonato.
Em 17 de dezembro de 1973 aconteceu a Assembléia Geral na qual a A. A. Serviço Gráfico (a pedido) foi desfiliada.
O motivo principal da desfiliação do Serviço Gráfico prendeu-se ao fato de que o Senado Federal possuía duas associações, a ASSEFE e a AASG. Veio a unificação e a primeira providência foi acabar com o Departamento de Futebol, ou seja, com a equipe do Serviço Gráfico, campeã brasiliense de 1972.
Com isso, os jogadores da A. A. Serviço Gráfico estavam livres para ingressar em qualquer outra entidade 30 dias após seu pedido de desfiliação e conseqüente desistência do campeonato, ocorrido em 14 de novembro de 1973.

## Títulos
| DISTRITAIS             | DISTRITAIS | DISTRITAIS | DISTRITAIS |
| Competição             | Títulos    | Temporadas |            |
| Campeonato Brasiliense | 1          | 1972       |            |
| ---------------------- | ---------- | ---------- | ---------- |

- Vice-Campeonato Brasiliense: 1971.